# IDC Ventures
IDC Ventures es una firma global de capital de riesgo que invierte en empresas de tecnología en etapa temprana y de crecimiento en Europa, Estados Unidos y América Latina, con un enfoque particular en Brasil y México. Fundada en 2019 por Bobby Aitkenhead, la firma se especializa en fintech, marketplaces y healthtech. IDC Ventures opera como parte de IDC Network, una plataforma de gestión de activos multifondos, y respalda startups desde la Serie A en adelante.

## Antecedentes
IDC Ventures tiene su sede en Copenhague, Dinamarca, con oficinas en Madrid, Ciudad de Guatemala y Miami. La firma cuenta con el apoyo de más de 160 family offices e inversionistas institucionales de más de 30 países, y administra más de 800 millones de dólares en activos
El fundador Bobby Aitkenhead, quien se desempeña como Director General, es hijo del economista Richard Aitkenhead, exministro de Economía y Finanzas de Guatemala. IDC Ventures también está dirigida por Alejandro Rodríguez (Socio Director), junto con los socios principales Jeremy Sparrow y Gonzalo Hinojosa. Los miembros de la junta incluyen a Richard Aitkenhead, Niels Ankerstjerne y Melissa Ramírez.

## Inversiones y Portafolio
IDC Ventures lideró la Serie C de Curve en 2021, una empresa fintech con sede en Londres que ofrece una tarjeta inteligente y aplicación financiera, que desde entonces se expandió por Europa.
IDC Ventures respaldó a CookUnity en su Serie A en 2021, una plataforma estadounidense de entrega de comidas de chef al consumidor, que más tarde se expandió a nivel nacional.
IDC Ventures invirtió en Lunar en 2021, un banco digital danés que desde entonces alcanzó el estatus de unicornio tras recaudar 210 millones de dólares.
IDC Ventures invirtió en BiPi, una startup de alquiler de autos con sede en Madrid, España, que fue adquirida por Renault en 2021.
IDC Ventures participó en la Serie A de Marco en 2022, una plataforma de financiamiento con sede en Miami que brinda capital de trabajo a pymes en América Latina.

## Financiamiento
En 2025, IDC Ventures lanzó VC4 FoF I, un Fondo de Fondos de 150 millones de euros destinado a gestores emergentes de capital de riesgo, marcando la primera iniciativa de este tipo de la firma.